# Гехадзор
Гехадзор (арм. Գեղաձոր) — село в Арагацотнской области.

## География
Село расположено на северном склоне Арагаца, рядом с сёлами Цахкаовит и Хнаберд.

## Население
По данным «Сборника сведений о Кавказе» за 1880 год в селе "Гюзель-дара Татарская" Александропольского уезда по сведениям 1873 года было 43 двора и проживало 413 азербайджанцев (указаны как «татары»), которые были шиитами.

По данным Кавказского календаря на 1912 год, в селе Гезалдара Александропольского уезда проживало 760 человек, в основном азербайджанцев, указанных как «татары».
| Год  | Численность | Численность |
| ---- | ----------- | ----------- |
| 1831 | 68          | [ 4 ]       |
| 1897 | 618         | [ 4 ]       |
| 1914 | 894         | [ 4 ]       |
| 1926 | 623         | [ 4 ]       |
| 1939 | 1059        | [ 4 ]       |
| 1959 | 694         | [ 4 ]       |
| 1970 | 908         | [ 4 ]       |
| 1979 | 847         | [ 4 ]       |
| 1989 | 1009        | [ 5 ]       |
| 2001 | 1099        | [ 4 ]       |
| 2004 | 1192        | [ 4 ]       |
| 2011 | 1223        | [ 6 ]       |